# عقد 1330

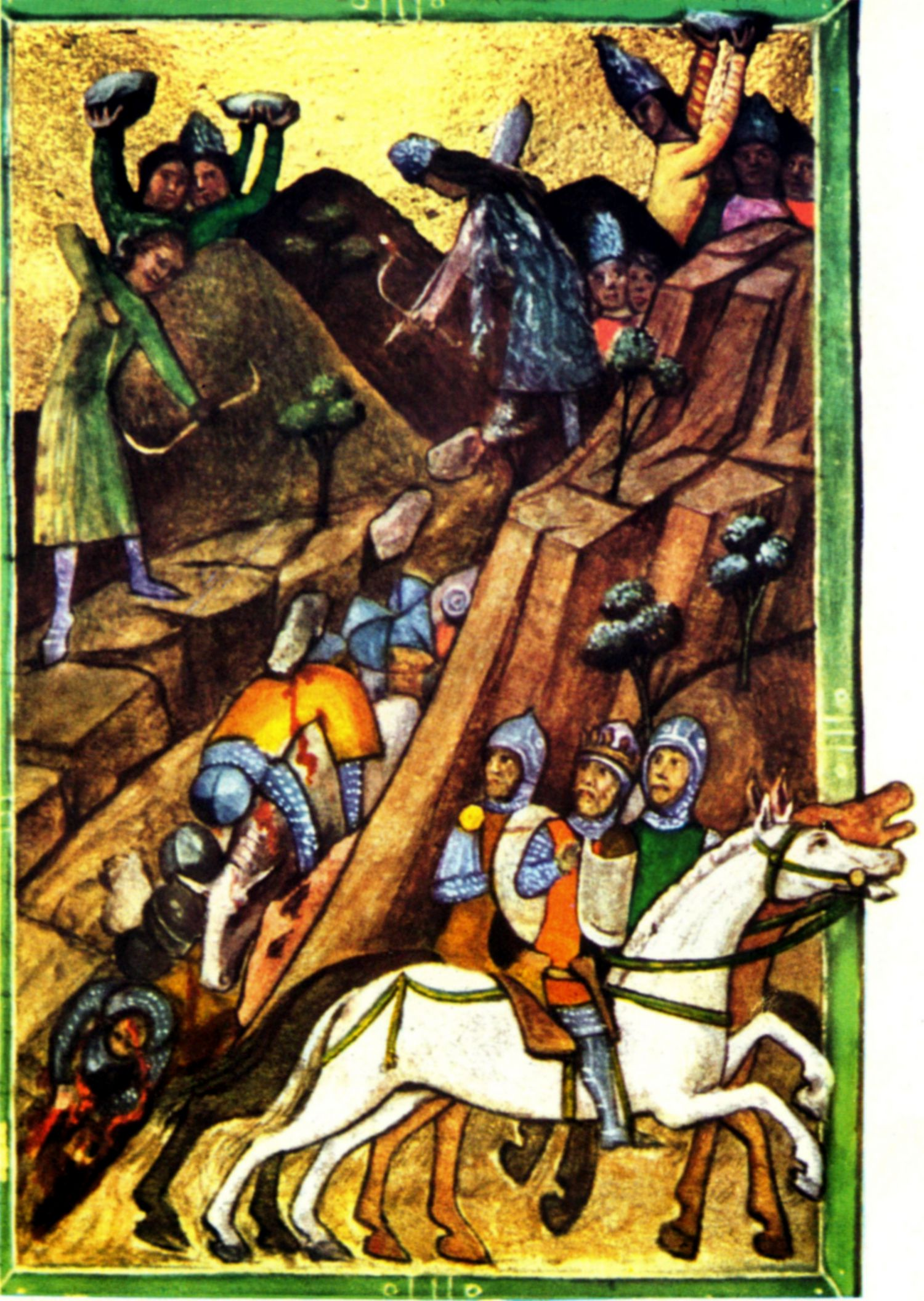
معركة في عقد 1330

عقد 1330 هو عقد امتد بين 1 يناير 1330 و31 ديسمبر 1339 بحسب التقويم الميلادي. سبقه عقد 1320 ولحقه عقد 1340.

## مواليد
- ابن خلدون (1332)
- ابن أبي العز (1331)
- نصر الله البغدادي (1332)
- ثيودورا قانتاقوزن خاتون (1332)
- كولوتشيو سالوتاتي (1331)
- نور الدين الهيثمي (1335)
- بيدرو ملك قشتالة (1334)
- ماريا دي باديلا (1334)
- ويليام الأول، دوق بافاريا (1330)
- الأشرف علاء الدين كجك (1334)
- ويليام لانغلاند (1332)

## وفيات
- جوان الثانية، كونتيسة بورغندي (1330)
- روجر مورتيمر (1330)
- إليزابيث من بوهيميا (1330)
- أندرونيكوس الثاني باليولوج (1332)
- أبو عبد الله محمد الرابع (1333)
- هوجو تاكاتوكي (1333)
- إدموند من ووستودك، إيرل كينت الأول (1330)
- سراج الدين الدجيلي (1332)
- ابن سيد الناس (1334)
- أبو سعيد عثمان بن يعقوب (1331)
- شهاب الدين النويري (1333)

## كتب
- Yves Denis Papin (1998). Chronologie de l'histoire ancienne. Lieu de publication non identifié: Éditions Jean-paul Gisserot. ISBN:2-87747-346-5. OCLC:40746926. مؤرشف من الأصل في 2022-03-16.
- موسوعة حضارة العالم (2002) لأحمد محمد عوف.

## روابط خارجية
- تصفح سنة بسنة عقد 1330 على موقع onthisday.com
- تصفح سنة بسنة عقد 1330 ابتداءً من سنة عقد 1330 على موقع المكتبة الوطنية الفرنسية